# Owen Farrell
Owen Andrew Farrell (* 24. září 1991 Billinge, Merseyside) je anglický ragbista, nastupující nejčastěji na postu útokové spojky. Měří 186 cm a váží 96 kg. Je specialistou na trestné kopy. V roce 2017 a 2018 byl zvolen nejlepším ragbistou Evropy. Třikrát byl nominován na nejlepšího ragbistu světa (2012, 2016, 2017).
Je hráčem Racingu 92.V sezoně 2024/25 byl s ročním platem 1 200 000 liber nejlépe placeným ragbistou světa. Od roku 2008 do roku 2024 hrál anglickou nejvyšší profesionální soutěž za klub Saracens. Šestkrát s ním vyhrál English Premiership (2011, 2015, 2016, 2018, 2019 a 2023) a třikrát European Rugby Champions Cup (2016, 2017 a 2019). V sezoně 2017/18 byl s 217 body nejlepším hráčem anglické ligy.
Za anglickou ragbyovou reprezentaci hraje od roku 2012 a v roce 2018 se stal jejím kapitánem. Vyhrál s ní Pohár šesti národů v letech 2016,2017 a 2020. Zúčastnil se mistrovství světa v ragby 2015, kde Angličané navzdory výhodě domácího prostředí nepostoupili ze základní skupiny. Na mistrovství světa v ragby 2019 získal stříbrnou medaili. Dosáhl na turnaji 58 bodů (druhý nejvyšší počet), když proměnil 12 trestných kopů a 11 kopů po pětce. Na mistrovství světa v roce 2023 dosáhl s Anglií na bronz a stal se nejproduktivnějším hráčem turnaje s 75 body. V zápase MS 2023 proti Chile překonal v počtu bodů za anglickou reprezentaci Jonnyho Wilkinsona. 